# Dolores Trillo y Álvarez
Dolores Trillo y Álvarez (Madrid, 20 d'octubre de 1845 - ?, 1871?) va ser una cantant d'òpera i sarsuela espanyola.
Nascuda a Madrid el 20 d'octubre de 1845. Cursà estudis de solfeig i cant al Reial Conservatori Superior de Música de Madrid, on es va matricular per primera vegada el 17 de setembre de 1855 en solfeig, i després en cant. Va ser deixebla de Baltasar Saldoni. Va obtenir el primer premi del concurs anual del centre celebrat el 2 de juliol de 1866, i també de lírica dramàtica, concretament mímica aplicada al cant, que cursava amb el mestre Juan Jiménez.
Trillo va captar l'atenció del tenor italià Enrico Tamberlick, quan la va sentir va voler fer-la debutar al Teatre Reial. El debut va ser el 17 de maig de 1867, durant la representació d'Otello, en la qual va cantar, al costat de Tamberlick i de Constance Nantier-Didiée, la part de Desdèmona al tercer acte, amb un èxit extraordinari. A partir de llavors, va cantar als principals teatres d'Espanya en qualitat de prima donna, tant en sarsueles com òperes. El 1869 va cantar al Teatre Grand de Bèlgica Il Trovatore i Ernani com a prima donna absoluta, en què va assolir un èxit força notable. Malgrat tot, poc després va haver de rescindir el seu contracte a causa d'una greu malaltia.
Segons Ballesteros va morir el 1871, si bé Saldoni el 1880 no esmenta cap data.